# Aleksandar del Val
Aleksandar del Val (fr. Alexandre del Valle, Marseille, 6. rujna 1969) francuski je politolog, geopolitički analitičar, novinar, stručnjak za međunarodne odnose, znanstvenik, specijalist za islamski terorizam. On je autor nekoliko knjiga iz područja geopolitike.

## Biografija
Rođen je u Marseilleu u obitelji s francusko-talijanskim korijenima.

## Studije
Del Val je studirao vojnu povijest, povijest političkih doktrina, nacionalnu sigurnost i obranu na Sveučilištu Montpellier 3 Pol-Valerie (Université Montpellier 3 Paul-Valéry), na Institutu za političke studije (l'Institut d'études politiques) u Eks an Provence i na Sveučilištu političkih znanosti u Milanu.
Je doktorirao na sveučilištu Montpellier 3 Pol-Valerie na tezi "Zapad i drugi dekolonizacije: indihinizam i islamizam ot holodnoe voiny do naših dnei".

## Profesionalna karijera
Predaje geopolitiku i međunarodne odnose na Visokoj poslovnoj školi u La Rochelle (Groupe Sup-de Tko La Rochelle - Groupe Subdeco La Rochelle).

## Knjige
Dvojica njegovih knjiga prevedene su na srpskom jezik. Studija "Islamizam i SAD - Savez protiv Europe" doživjela je više izdanja, a ecej "Ratovi protiv Europe, Bosna-Kosovo-Čečenija ..." plod je jednogodišnje geostrateške analize američkih ratova na kraju 20. stoljeća. Najveći dio knjige posvećen sam političkim mehanizmima rata protiv Srbije u dalekosežne posljedice koji imaju stvaranju Novog svjetskog poretka. Del Val zaključuje da Amerika stvara novi hladni rat u konfrontaciji svoj predvodeći Zapad "pravoslavnim blokom".